# روبيرتو بونينسيغنا
روبيرتو بونينسيغنا (بالإيطالية: Roberto Boninsegna) مواليد 13 نوفمبر 1943 في مانتوفا، هو لاعب كرة قدم إيطالي سابق كان يلعب كمهاجم. سبق له أن لعب في كأس العالم لكرة القدم مع منتخب بلاده.

## مرحلة الشباب

### أندية لعب لها
- إنتر ميلان

## المسيرة الاحترافية

### أندية لعب لها
- نادي فاريسي
- نادي كالياري
- إنتر ميلان
- يوفنتوس
- هيلاس فيرونا

## روابط خارجية
- روبيرتو بونينسيغنا على موقع IMDb (الإنجليزية)
- روبيرتو بونينسيغنا على موقع قاعدة بيانات الفيلم (الإنجليزية)

- روبيرتو بونينسيغنا على موقع الاتحاد الدولي (مؤرشف)  (الإنجليزية)
- روبيرتو بونينسيغنا على موقع الاتحاد الأوربي (الإنجليزية)
- روبيرتو بونينسيغنا على موقع قاعدة بيانات كرة القدم.إي يو (الإنجليزية)
- روبيرتو بونينسيغنا على موقع ناشيونال فوتبول تيمز (الإنجليزية)
- روبيرتو بونينسيغنا على موقع عالم كرة القدم.نت (الإنجليزية)